# Leobendorf (Niederösterreich)
Leobendorf ist eine Marktgemeinde mit 5265 Einwohnern (Stand 1. Jänner 2025) im Bezirk Korneuburg in Niederösterreich.

## Geografie
Leobendorf liegt im Weinviertel in Niederösterreich. Die Fläche der Marktgemeinde umfasst 29,96 Quadratkilometer. 18,72 Prozent der Fläche sind bewaldet. Einen besonders großen Anteil an dieser Fläche hat der Rohrwald.

### Gemeindegliederung
Das Gemeindegebiet umfasst folgende vier Ortschaften (in Klammern Einwohnerzahl Stand 1. Jänner 2025):
- Leobendorf (3143) samt Badesiedlung Kreuzenstein, Erholungsgebiet I und Kohlstatt
- Oberrohrbach (901)
- Tresdorf (744)
- Unterrohrbach (477)

Die Gemeinde besteht aus den Katastralgemeinden Leobendorf, Oberrohrbach, Tresdorf und Unterrohrbach.

### Nachbargemeinden
| Leitzersdorf | Niederhollabrunn                            | Harmannsdorf        |
|              | Kompassrose, die auf Nachbargemeinden zeigt | Stetten, Hagenbrunn |
| Spillern     | Korneuburg, Klosterneuburg                  | Bisamberg           |

## Geschichte
Die Geschichte von Leobendorf, das erstmals 1142 urkundlich erwähnt wird, ist eng mit der Burg und der Herrschaft Kreuzenstein verbunden. Die Pfarre Leobendorf wurde um die Mitte des 11. Jahrhunderts gegründet und war die Mutterpfarre für den östlichen Teil des Hoheitsgebietes der Formbacher im Raum Kreuzenstein-Bisamberg. Später ging aus dieser zum Teil die Pfarre Korneuburg hervor. 1260 übergab König Ottokar das Patronatsrecht dem Deutschen Orden. Ab 1451 war die Pfarre Leobendorf dem Stift Waldhausen bis zu dessen Aufhebung 1788 inkorporiert.
In Unterrohrbach wurden Funde aus dem Altpaläolithikum gemacht, etwa 800.000 Jahre alte Geröllgeräte des Homo erectus.
Seit 2006 ist Leobendorf Mitglied des Regionalentwicklungsvereins 10 vor Wien.

### Bevölkerungsentwicklung
| Leobendorf: Einwohnerzahlen von 1869 bis 2025       | Leobendorf: Einwohnerzahlen von 1869 bis 2025 | Leobendorf: Einwohnerzahlen von 1869 bis 2025 | Leobendorf: Einwohnerzahlen von 1869 bis 2025 | Leobendorf: Einwohnerzahlen von 1869 bis 2025 |
| --------------------------------------------------- | --------------------------------------------- | --------------------------------------------- | --------------------------------------------- | --------------------------------------------- |
| Jahr                                                |                                               |                                               |                                               | Einwohner                                     |
| 1869                                                | 1869                                          |                                               | 1.658                                         | 1.658                                         |
| 1880                                                | 1880                                          |                                               | 1.735                                         | 1.735                                         |
| 1890                                                | 1890                                          |                                               | 1.926                                         | 1.926                                         |
| 1900                                                | 1900                                          |                                               | 2.150                                         | 2.150                                         |
| 1910                                                | 1910                                          |                                               | 2.253                                         | 2.253                                         |
| 1923                                                | 1923                                          |                                               | 2.393                                         | 2.393                                         |
| 1934                                                | 1934                                          |                                               | 2.261                                         | 2.261                                         |
| 1939                                                | 1939                                          |                                               | 2.208                                         | 2.208                                         |
| 1951                                                | 1951                                          |                                               | 2.146                                         | 2.146                                         |
| 1961                                                | 1961                                          |                                               | 2.236                                         | 2.236                                         |
| 1971                                                | 1971                                          |                                               | 2.480                                         | 2.480                                         |
| 1981                                                | 1981                                          |                                               | 3.104                                         | 3.104                                         |
| 1991                                                | 1991                                          |                                               | 3.694                                         | 3.694                                         |
| 2001                                                | 2001                                          |                                               | 4.283                                         | 4.283                                         |
| 2011                                                | 2011                                          |                                               | 4.780                                         | 4.780                                         |
| 2021                                                | 2021                                          |                                               | 5.019                                         | 5.019                                         |
| 2025                                                | 2025                                          |                                               | 5.265                                         | 5.265                                         |
| Quelle(n): Statistik Austria, Gebietsstand 1.1.2021 |                                               |                                               |                                               |                                               |

Leobendorf hat 2.783, Tresdorf 721, Oberrohrbach 822 und Unterrohrbach 455 Einwohner (Stand: 31. Oktober 2011).

## Kultur und Sehenswürdigkeiten

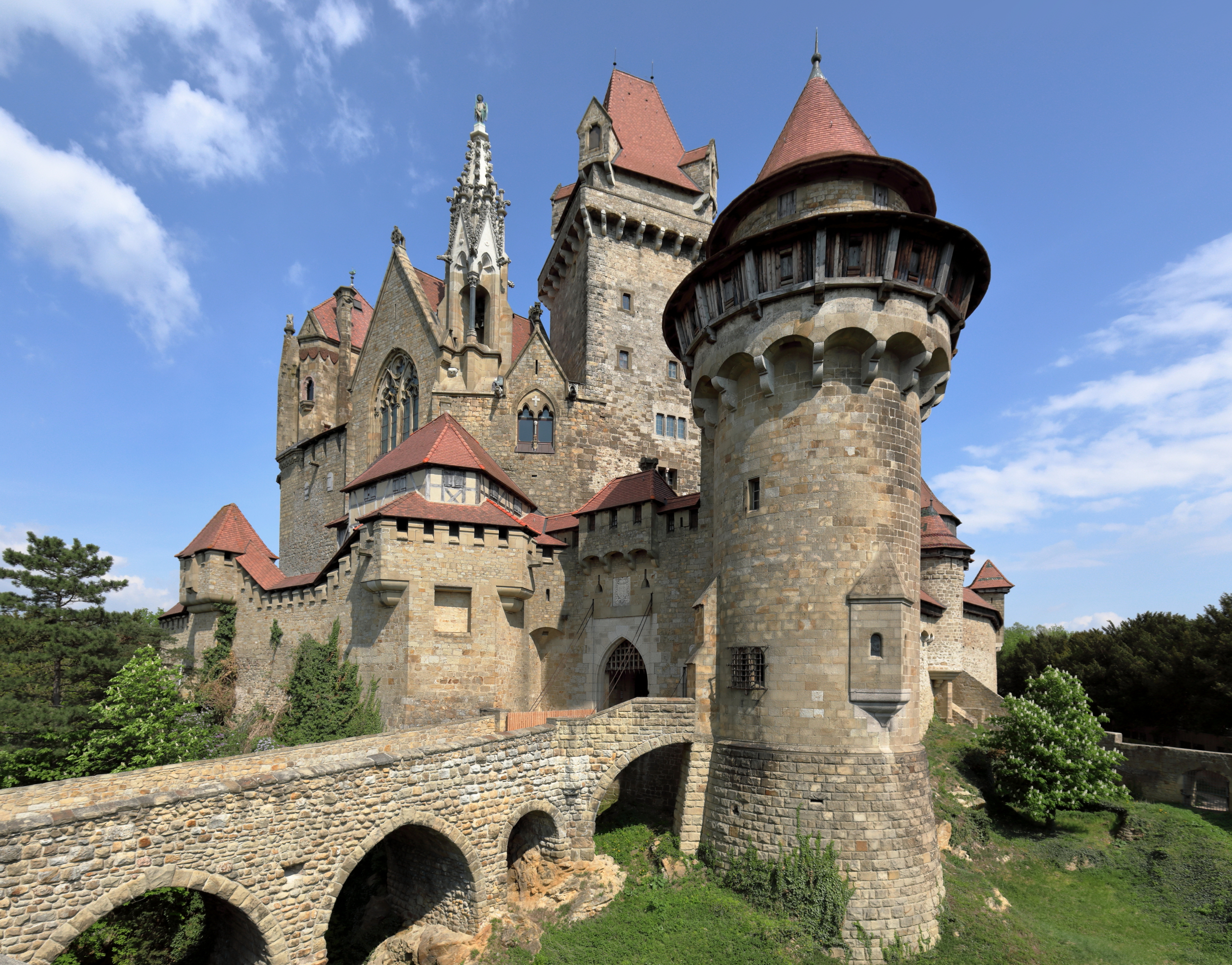
Burg Kreuzenstein

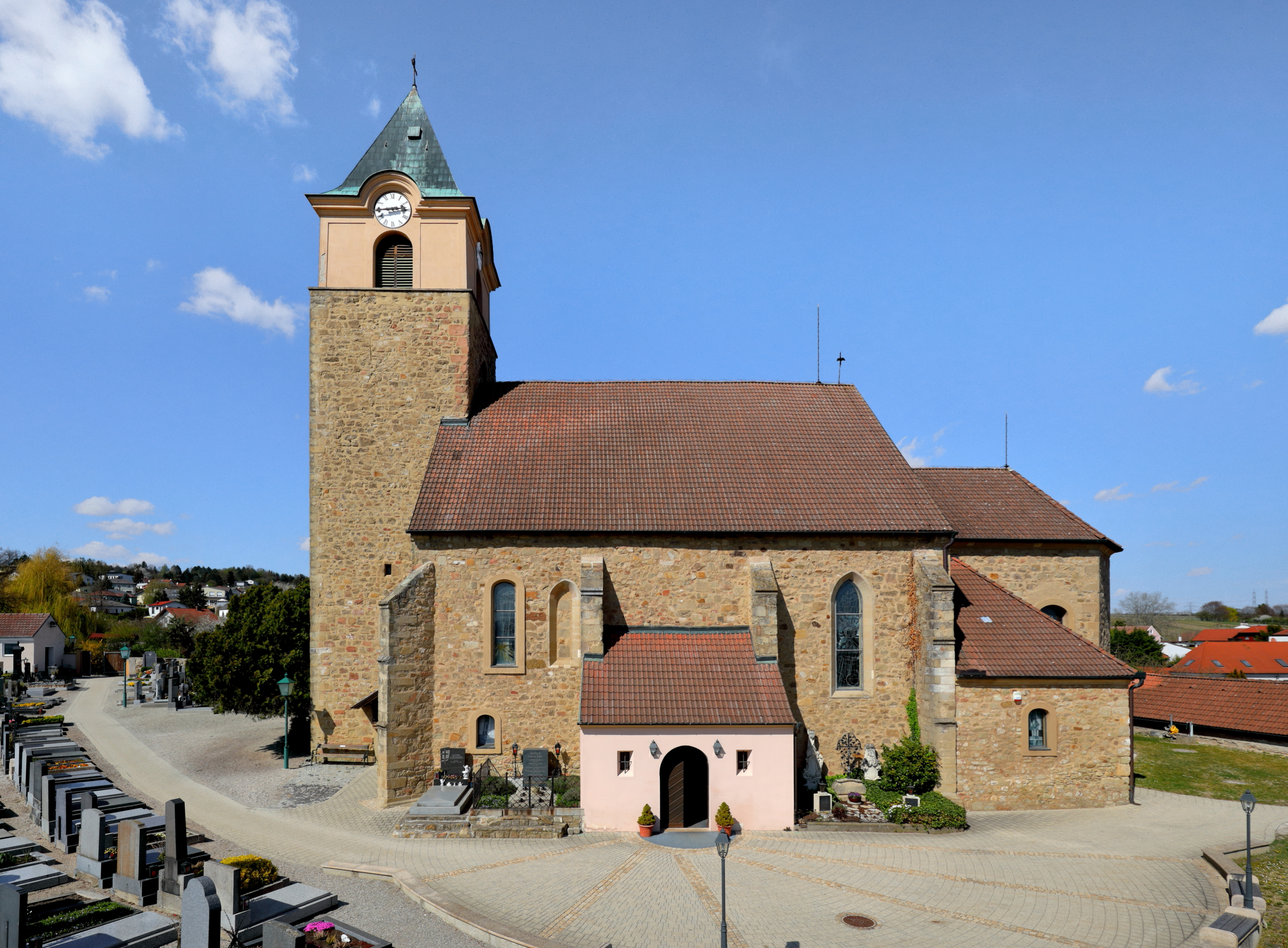
Pfarrkirche Leobendorf

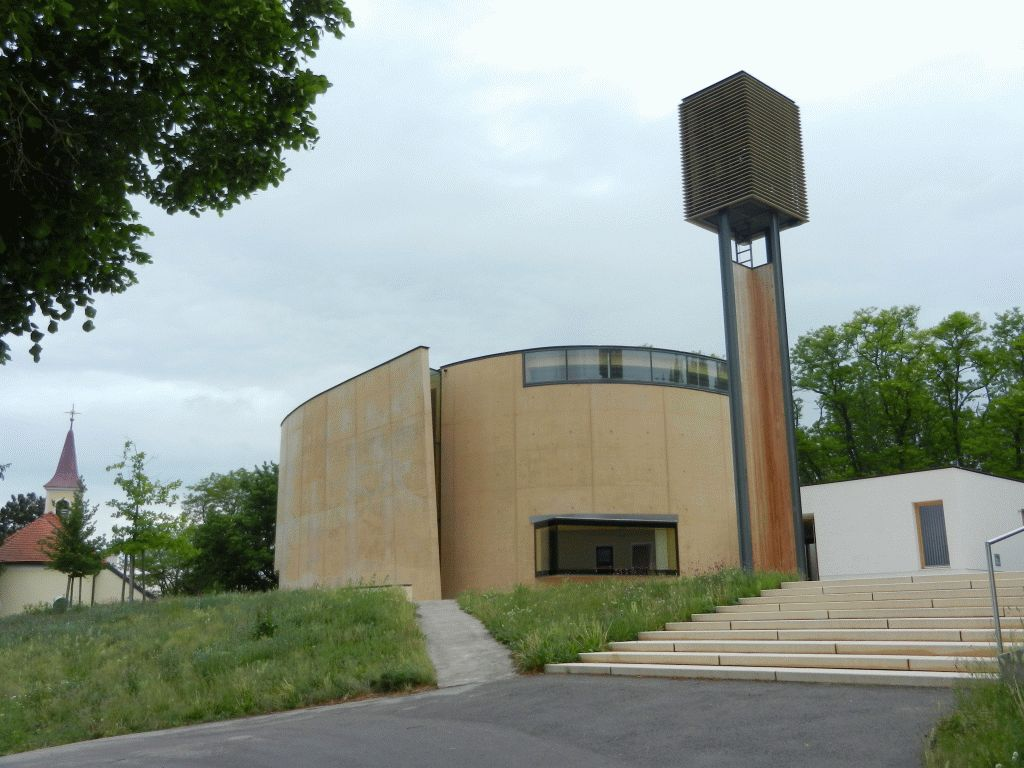
Filialkirche Oberrohrbach

- Burg Kreuzenstein: Burg Kreuzenstein war eine mittelalterliche Burganlage aus der Zeit 1100–1200. Im Zuge des Dreißigjährigen Krieges wurde sie zerstört und anschließend als Baumaterial großteils abgetragen. Unter Graf Johann Nepomuk Wilczek erfolgte von 1874 bis 1906 ein Wiederaufbau der Burg als Museum für seine umfangreichen Kunstsammlungen. Die so entstandene Schauburg ist heute, ergänzt durch zahlreiche wiederverwendete mittelalterliche Bauteile und nach teilweiser Beseitigung der Brandschäden von 1915 und der Kriegsschäden von 1945, ein beliebtes Tourismusziel nördlich von Wien.[5]
- Katholische Pfarrkirche Leobendorf hl. Markus
- Filialkirche Oberrohrbach: In Oberrohrbach wurde am 21. Oktober 2007 der Grundstein für eine neue Filialkirche gelegt und von Kardinal Christoph Schönborn auf den Namen Kirche vom Erbarmen Gottes geweiht. Die Kirche wurde von den österreichischen Architekten Schermann & Stolfa entworfen und ist aktuell (2012) die jüngste Kirche der Erzdiözese Wien.
- Filialkirche Unterrohrbach hl. Johannes der Täufer

## Wirtschaft und Infrastruktur
Nichtlandwirtschaftliche Arbeitsstätten gab es im Jahr 2001 144, land- und forstwirtschaftliche Betriebe nach der Erhebung 1999 60. Die Zahl der Erwerbstätigen am Wohnort betrug nach der Volkszählung 2001 2026. Die Erwerbsquote lag 2001 bei 48,92 Prozent.

### Unternehmen
- Bühler Wafer Solutions GmbH

### Öffentliche Einrichtungen
In Leobendorf befinden sich vier Kindergärten, davon zwei direkt im Ort, und eine Volksschule.

### Verkehr
- Leobendorf: Auf dem Gemeindegebiet von Leobendorf verläuft die am 31. Jänner 2010 für den Verkehr freigegebene Wiener Außenringschnellstraße S1. Weiterhin ist Leobendorf eine Haltestelle der Nordwestbahn Leobendorf – Burg Kreuzenstein.
- Tresdorf: Direkt durch die Katastralgemeinde Tresdorf führte bis September 2024 die stark befahrene Laaer Straße, auf der im Durchschnitt pro Werktag über 10.000 Kraftfahrzeuge fuhren. Seit 20. September 2024 entlastet die Umfahrung Harmannsdorf-Tresdorf den Ort vom Durchzugsverkehr.

### Freizeit
Im Gemeindegebiet befinden sich die Wochenendhaussiedlungen Badesiedlung Kreuzenstein im Süden, die Kohlstatt im Westen und ganz im Osten gegen Flandorf hin das Erholungsgebiet I.

## Politik

### Gemeinderat
Der Gemeinderat hat 25 Mitglieder.
- Mit den Gemeinderatswahlen in Niederösterreich 1990 hatte der Gemeinderat folgende Verteilung: 12 ÖVP, 10 SPÖ und 1 FPÖ. (23 Mitglieder)
- Mit den Gemeinderatswahlen in Niederösterreich 1995 hatte der Gemeinderat folgende Verteilung: 13 ÖVP, 8 SPÖ und 2 FPÖ.[8]
- Mit den Gemeinderatswahlen in Niederösterreich 2000 hatte der Gemeinderat folgende Verteilung: 13 ÖVP, 8 SPÖ und 2 FPÖ.[9] (23 Mitglieder)
- Mit den Gemeinderatswahlen in Niederösterreich 2005 hatte der Gemeinderat folgende Verteilung: 14 ÖVP, 9 SPÖ und 2 Grüne.[10]
- Mit den Gemeinderatswahlen in Niederösterreich 2010 hatte der Gemeinderat folgende Verteilung: 14 ÖVP, 7 SPÖ, 3 Grüne und 1 FPÖ.[11]
- Mit den Gemeinderatswahlen in Niederösterreich 2015 hatte der Gemeinderat folgende Verteilung: 13 ÖVP, 5 SPÖ, 3 LKR–Liste Kreuzenstein, 3 Grüne und 1 FPÖ.[12]
- Mit den Gemeinderatswahlen in Niederösterreich 2020 hat der Gemeinderat folgende Verteilung: 15 ÖVP, 4 SPÖ, 4 Grüne, 1 LKR (Liste Kreuzenstein) und 1 FPÖ.[13]
- Mit den Gemeinderatswahlen in Niederösterreich 2025 hat der Gemeinderat folgende Verteilung: 15 ÖVP, 6 SPÖ, 4 Grüne, 3 FPÖ und 1 LKR (Liste Kreuzenstein).[14]

### Bürgermeister
- bis 2015 Karl Stich (ÖVP)
- seit 2015 Magdalena Batoha (ÖVP)

### Partnergemeinden
- seit 1989: Leobendorf in Bayern ist eine Katastralgemeinde der Stadt Laufen. Weiters bestehe neben der Ortspartnerschaft auch enge Kontakte der Musikvereine und Feuerwehren. Im Jahr 2009 wurde das 20-jährige Jubiläum im Zuge des jährlichen Bauernmarktes in der Marktgemeinde Leobendorf (NÖ) gefeiert. Im Jahr 2014 veranstaltet der Ort Leobendorf (Bayern) ein Jubiläumsfest.

### Wappen
Das verliehene Gemeindewappen stellt mit dem Familienwappen der Grafen von Formbach-Wasserburg, die seit dem 12. Jahrhundert zu den ersten urkundlich nachweisbaren Besitzern der Burg Kreuzenstein zählten, die Beziehung zu der das Gemeindebild beherrschenden Burg her. Dieses Familienwappen, als Siegel überliefert, zeigt einen aufrecht stehenden Greif und wurde im neuen Wappen in ein grünes Feld gesetzt, welches die waldreiche Umgebung symbolisieren soll. Dazu wurde im hinteren Schildteil, als Zeichen für die in der Gemeinde angesiedelte Industrie ein schwarzes Zahnrad in ein goldenes Feld gesetzt. Dieses soll die ursprüngliche landwirtschaftliche Erwerbstätigkeit der Gemeindebevölkerung zum Ausdruck bringen. Der das Rad überdeckende blaue Wellenbalken steht für die Donau, welche die Südgrenze der Gemeinde bildet.

## Persönlichkeiten

### Personen mit Bezug zur Gemeinde
- Hieronymus Roth (Politiker, 1826) (1826–1897), Politiker, verbrachte hier seine letzten Lebensjahre
- Johann Nepomuk Wilczek (1837–1922), Bauherr der Burg Kreuzenstein und ebendort bestattet
- Alfons Gabriel (1894–1976), Geograph und Forschungsreisender, betrieb in Leobendorf eine Arztpraxis
- Jazz Gitti (* 1946), Schlagersängerin, wohnt im Ort
- Ina Aigner (* 1977), Gemeinderätin und Landtagsabgeordnete